# Arlette Lévy-Andersen
Arlette Lévy-Andersen (née Lévy, épouse Andersen), née le 18 juin 1924 dans le 3e arrondissement de Paris, d'une famille juive originaire d'Alsace, est le grand témoin de la Shoah au Danemark. Elle est décédée à son domicile de Fredericia, dans le Danemark-du-Sud, le 23 août 2022.

## Famille et jeunesse
Arlette Lévy-Andersen grandit dans le quartier du Marais, à Paris, dans une famille de la classe moyenne. Son père est un ancien combattant, et en est fier. Elle prépare son baccalauréat au lycée Victor-Hugo à Paris.

## La Seconde Guerre mondiale et Auschwitz
La culture juive n'occupe qu'une infime partie de la vie de famille, et c'est lors de la Seconde Guerre Mondiale que Arlette Lévy-Andersen et sa famille se rendent réellement compte de leur judéité. A 18 ans et après avoir obtenu son baccalauréat, elle rejoint son père en zone libre. Elle s’inscrit à l’université de Clermont-Ferrand pour y suivre des études d’anglais. Clermont-Ferrand est alors une ville agitée, en raison de l’établissement de Pétain et de son gouvernement à Vichy. Clermont-Ferrand abrite l’université repliée de Strasbourg et les mouvements de résistance y sont actifs. La zone libre est envahie par les nazis en novembre 1942.

### La plus grande rafle de l’histoire des universités françaises
Le 25 novembre 1943, les nazis lancent une rafle dans l’ensemble des bâtiments universitaires : les soldats ramènent étudiants, professeurs et personnels des universités de Strasbourg et de Clermont-Ferrand dans la cour intérieure de la faculté située avenue Carnot. Un tri conduit par un ancien résistant retourné par la Gestapo, Georges Mathieu, débouche sur une série d’arrestations parmi les Alsaciens réfractaires au service dans la Wehrmacht, les résistants et les Juifs. Arlette Lévy est arrêtée puis internée dans une caserne avant d’être envoyée à Drancy, puis de là, à Auschwitz.

### Auschwitz
Arlette Lévy arrive dans le camp d’extermination le 23 janvier 1944. Sélectionnée pour effectuer des travaux à l’extérieur du camp, elle s’étiole rapidement et ne doit sa survie qu’à l’intervention inespérée d’un Juif de Salonique, Jacques Stroumsa, ingénieur enrôlé de force dans l'armée nazie. La protection de son responsable allemand, ulcéré par le meurtre de masse qui se déroulait sous ses yeux, avait valu à Jacques Stroumsa une place particulière qui lui laisse la possibilité de faire venir dans l’usine d’armement où il travaille des prisonniers choisis. C’est ainsi qu’Arlette Lévy devient ouvrière en atelier, une tâche moins pénible physiquement que les travaux extérieurs. Devant l’avancée de l’Armée rouge, les SS évacuent une partie du camp le 18 janvier 1945, dont Arlette Lévy. Après une longue et difficile marche, elle arrive à Ravensbrück. Elle est ensuite internée à Malchow. Puis, libérée, elle rentre à Paris en mai 1945.

## Le devoir de mémoire
Arlette Lévy reprend le cours d’une vie normale. Elle vit au Danemark, où elle rencontre l'enseignant, Ole Andersen qui devient son époux, elle prend alors le nom de Arlette Lévy-Andersen. Elle devient elle-même professeure de français au lycée de Fredericia. Comme de nombreux déportés, Arlette Lévy-Andersen décide d’éviter de parler des atrocités de la guerre, même à ses proches. Elle change de ligne de conduite en 1990, en voyant à la télévision le président du Front national relativiser l’importance du génocide juif : « J'ai pensé que nous (les survivants de l'Holocauste) n’étions pas si nombreux, et qu'un jour il n'y aurait plus de témoins de cette époque. ». Elle sillonne alors sans relâche le Danemark – mais aussi parfois la Suisse et la France - pendant 25 ans, et tient 426 conférences. T. K. Christiansen indique que 100 000 Danois seraient venus l’écouter. La qualité de son témoignage lui valut l’intérêt des journalistes.
Elle décède le 23 août 2022 au Danemark.

## Distinctions et honneurs
- Officière de la Légion d'honneur (2016)
- Chevalier de l'ordre de Dannebrog (2020)

Un prix de la liberté, décerné par la ville de Fredericia porte son nom
L'Université Clermont Auvergne a donné son nom au Centre des langues et du multimédia, à Clermont-Ferrand en novembre 2021,